# Nonakosan
Nonakosan (CH3(CH2)27CH3) (sumární vzorec C29H60) je uhlovodík patřící mezi alkany, má dvacet devět uhlíkových atomů v molekule.
Nonakosan byl nalezen v přírodě jako součást feromonů, např. u můry Orgyia leucostigma, nebo komára Anopheles stephensi.